# Shūsuke Tsubouchi
Shūsuke Tsubouchi (jap. 坪内 秀介 Tsubouchi Shūsuke; ur. 5 maja 1983) – japoński piłkarz występujący na pozycji obrońcy. Obecnie występuje w Thespakusatsu Gunma.

## Kariera klubowa
Od 2002 roku występował w klubach Vissel Kobe, Consadole Sapporo, Oita Trinita, Omiya Ardija, Albirex Niigata, Júbilo Iwata i Thespakusatsu Gunma.